# Survivants du Flux
Survivants du Flux (Survivor of the Flux) est le Cinquième chapitre de la treizième saison de la seconde série télévisée britannique Doctor Who, intitulé Doctor Who: Flux. Il a été diffusé le 28 novembre 2021 sur BBC One.

## Distribution[1]
- Jodie Whittaker - Treizième Docteur
- Mandip Gill – Yasmin Khan
- John Bishop – Dan Lewis
- Kevin McNally – Professeur Jericho
- Barbara Flynn – Awsok / Tecteun
- Craig Parkinson – Prentis / le Grand Serpent
- Robert Bathurst – Farquhar
- Craige Els – Karvanista
- Thaddea Graham – Bel
- Jacob Anderson – Vinder
- Sam Spruell – Maelström (Swarm en VO)
- Rochenda Sandall – Azur (Azure en VO)
- Nadia Albina – Diane
- Nicholas Blane – Millington
- Steve Oram – Joseph Williamson
- Jemma Redgrave – Kate Stewart
- Jonathan Watson – Commandant Stenck
- Barbara Fadden – Ange Pleureur
- Isla Moody – Ange Pleureur
- Lowri Brown – Ange Pleureur
- Simon Carew – Ood
- Silas Carson – Voix du Ood
- Guy List – Waiter
- Jonny Mathers – Le Passager
- Nicholas Courtney – Brigadier Alistair Gordon Lethbridge-Stewart (archives)
- Kammy Darweish – Kumar
- George Caple – Alfie

## Résumé
Les Anges Pleureurs transportent le Docteur vers un vaisseau où se trouve la Division, contrôlé par Awsok (Il n'était pas une fois), qui ordonne à un Ood de créer l'événement final du Flux. Awsok explique l'implication de la Division dans le développement de l'univers. Le vaisseau spatial voyage vers un autre univers, en tant que "coffre à graines" contenant des restes de l'ancien univers. Awsok reproche au Docteur d'avoir détruit cet univers parce qu'elle a interféré avec le travail de la Division. Ainsi, cette dernière a conçu le Flux pour se débarrasser du Docteur et de l'univers auquel elle tient tant. Awsok révèle être Tecteun, la Gallifreyenne qui a trouvé le Docteur près d'un portail vers un autre univers et l'a élevée en tant que Seigneur du Temps (Les Enfants intemporels). Le Docteur reproche à Tecteun de lui avoir volé une vie qui aurait pu être différente, mais Tecteun rétorque que le Docteur fait de même lorsqu'elle prend des humains comme compagnons. Tecteun révèle la possession d'une montre à gousset avec les souvenirs perdus du Docteur avant sa première incarnation.
Yaz, Dan et le professeur Jericho parcourent le monde en 1904 pour tenter de découvrir la date de l'évènement final du Flux, évitant d'innombrables assassins. Un ermite népalais suggère qu'ils devraient retrouver Karvanista, mais bien qu'ils lui laissent un message à côté de la Grande Muraille de Chine, il ne peut pas voyager dans le temps et ne peut donc pas répondre. Le trio retrouve Joseph Williamson et les mystérieux tunnels qu'il a creusés sous Liverpool. Williamson y a découvert plusieurs portes qui mènent à diverses périodes et lieux à travers l'espace et le temps.
En 1958, un général demande au Grand Serpent, se faisant passer pour un dénommé Prentis, d'aider à former UNIT. Il s'est intégré à la direction de l'UNIT au fil des décennies, éliminant les menaces potentielles pour lui. En 2017, lorsque Prentis ferme l'organisation, Kate Stewart réalise sa supercherie et menace de le dénoncer. Après une tentative d'assassinat ratée, elle entre dans la clandestinité. Avec UNIT éliminé, en 2021, Prentis ordonne que les défenses de la Terre soient abaissées, permettant une deuxième invasion sontarienne.
Lorsqu'un vaisseau Lupari brise le bouclier terrestre, Karvanista se souvient du vaisseau Lupari disparu volé par Bel et le rappelle, perturbant le voyage de Bel jusqu'à la source du signal du Passager qu'elle traque. Les forces sontariennes attaquent le navire de Bel, avec Karvanista à bord. Vinder poursuit le signal du Passager, arrivant trop tard pour Bel mais trouvant des survivants kidnappés qui se font désintégrer par Maelström et Azur pour être utilisés comme source d'énergie. Maelström capture Vinder dans un Passager, où il rencontre Diane.
Maelström et Azur arrivent sur le vaisseau spatial de la Division, déterminées à se venger de l'organisation pour les avoir emprisonnés pendant des millénaires. Maelström désintègre Tecteun et s'approche du Docteur pour faire de même.